# Big Store
Big Store er en tidligere dansk kæde af varehuse. Firmaet blev oprettet i 1991 i et partnerskab mellem købmanden John Hanssen og FDB. Fra starten rådede firmaet over to varehuse i Vejle og Randers, samt det tidligere Rita Supermarked i Kruså.
Kæden skulle placere sig mellem på markedet Kvickly og OBS! og det var planen at ekspandere gennem opkøb af andre supermarkeder med mellem 35 og 40 varehuse på fem år. Det blev dog aldrig til mere end fem egentlige varehuse, da kæden gik i opløsning i 1994. Partnerskabet kunne ikke blive enige om netop ekspandering og FDB overtog herefter hele firmaet. Varehusene blev omdannet til Kvickly'er, men nogle af dem er med tiden blevet solgt til andre kæder eller investorer.

## Varehuse
Kæden havde varehuse i følgende byer:
- Odense (to steder)
- Randers
- Svendborg
- Vejle

Desuden hørte Rita Supermarked i Kruså også under kæden.